# Daniel Vischer
Pour les articles homonymes, voir Vischer.
 (mars 2010).
Si vous disposez d'ouvrages ou d'articles de référence ou si vous connaissez des sites web de qualité traitant du thème abordé ici, merci de compléter l'article en donnant les références utiles à sa vérifiabilité et en les liant à la section « Notes et références ».
Daniel Vischer est une personnalité politique suisse, membre des Verts, né le 16 janvier 1950 à Bâle et mort le 17 janvier 2017 à Zurich.

## Biographie
Durant les années 1970, Daniel Vischer combat les initiatives Schwarzenbach de l'Action nationale et participe, en 1975, à l'occupation du site prévu pour la construction de la centrale nucléaire de Kaiseraugst.
Il est membre du Grand Conseil du canton de Zurich de 1983 à 2003 et y présida le groupe des Verts de 1999 à 2003. En 1993, il est élu à la tête de la section trafic aérien du Syndicat des services publics (SSP). Entre 2000 et 2005, il siège à l'assemblée constituante du canton de Zurich.
En 2003, il est élu au Conseil national (Suisse). À partir du 1er janvier 2006, il est président de la commission juridique du Conseil national. Il est réélu en 2007.